# Список медалістів зимових Олімпійських ігор 1988
XV Зимові Олімпійські ігри у 1988 році проходили у канадському місті Калгарі. Всього в змаганнях взяли участь 1423 спортсмени з 57 країн світу. Було розіграно 46 комплектів нагород у 10 дисциплінах 6 видів спорту.

## Біатлон
| Дисципліна                    | Золото                                                                         | Срібло                                                                      | Бронза                                                                    |
| Чоловіки: індивідуальна гонка | Франк-Петер Реч · НДР                                                          | Валерій Медведцев · СРСР                                                    | Йоганн Пасслер · Італія                                                   |
| Чоловіки: спринт              | Франк-Петер Реч · НДР                                                          | Валерій Медведцев · СРСР                                                    | Сергій Чепіков · СРСР                                                     |
| Чоловіки: естафета 4 × 7,5 км | СРСР: - Дмитро Васильєв - Сергій Чепіков - Олександр Попов - Валерій Медведцев | Західна Німеччина: - Ернст Райтер - Стефан Гек - Петер Ангерер - Фріц Фішер | Італія: - Вернер Кім - Готтліб Ташлер - Йоганн Пасслер - Андреас Зінгерле |

## Бобслей
| Дисципліна         | Золото                                                                     | Срібло                                                                   | Бронза                                                           |
| Чоловіки: двійки   | СРСР: - Яніс Кіпурс - Володимир Козлов                                     | НДР: - Вольфганг Гоппе - Богдан Музіоль                                  | НДР: - Бернхард Леманн - Маріо Гоєр                              |
| Чоловіки: четвірки | Швейцарія: - Еккегард Фассер - Курт Маєр - Марсель Фесслер - Вернер Штокер | НДР: - Вольфганг Гоппе - Дітмар Шауерхаммер - Богдан Музіоль - Інго Фоге | СРСР: - Яніс Кіпурс - Гунтіс Осіс - Юріс Тоні - Володимир Козлов |

## Гірськолижний спорт
| Дисципліна                   | Золото                          | Срібло                               | Бронза                               |
| Чоловіки: швидкісний спуск   | Пірмін Цурбрігген · Швейцарія   | Петер Мюллер · Швейцарія             | Франк Піккар · Франція               |
| Чоловіки: супергігант        | Франк Піккар · Франція          | Гельмут Маєр · Австрія               | Ларс-Бер'є Ерікссон · Швеція         |
| Чоловіки: гігантський слалом | Альберто Томба · Італія         | Губерт Штрольц · Австрія             | Пірмін Цурбрігген · Швейцарія        |
| Чоловіки: слалом             | Альберто Томба · Італія         | Франк Верндль · Західна Німеччина    | Пауль Фроммельт · Ліхтенштейн        |
| Чоловіки: комбінація         | Губерт Штрольц · Австрія        | Бернгард Гштрайн · Австрія           | Пауль Аккола · Швейцарія             |
| Жінки: швидкісний спуск      | Марина Кіль · Західна Німеччина | Бригіта Ертль · Швейцарія            | Карен Персі · Канада                 |
| Жінки: супергігант           | Зігрід Вольф · Австрія          | Мікела Фіджіні · Швейцарія           | Карен Персі · Канада                 |
| Жінки: гігантський слалом    | Френі Шнайдер · Швейцарія       | Кріста Кінсгофер · Західна Німеччина | Марія Валлізер · Швейцарія           |
| Жінки: слалом                | Френі Шнайдер · Швейцарія       | Матея Свет · Югославія               | Кріста Кінсгофер · Західна Німеччина |
| Жінки: комбінація            | Аніта Вахтер · Австрія          | Бригіта Ертль · Швейцарія            | Марія Валлізер · Швейцарія           |

## Ковзанярський спорт
| Дисципліна             | Золото                        | Срібло                     | Бронза                      |
| Чоловіки: 500 метрів   | Уве-Єнс Май · НДР             | Ян Ейкем · Нідерланди      | Акіра Куроїва · Японія      |
| Чоловіки: 1000 м       | Микола Гуляєв · СРСР          | Уве-Єнс Май · НДР          | Ігор Железовський · СРСР    |
| Чоловіки: 1500 метрів  | Андре Гофман · НДР            | Ерік Флейм · США           | Міхаель Гадшієфф · Австрія  |
| Чоловіки: 5000 метрів  | Томас Густафсон · Швеція      | Лео Віссер · Нідерланди    | Герард Кемкерс · Нідерланди |
| Чоловіки: 10000 метрів | Томас Густафсон · Швеція      | Міхаель Гадшієфф · Австрія | Лео Віссер · Нідерланди     |
| Жінки: 500 метрів      | Бонні Блер · США              | Кріста Ротенбургер · НДР   | Карін Каніа · НДР           |
| Жінки 1000 метрів      | Кріста Ротенбургер · НДР      | Карін Каніа · НДР          | Бонні Блер · США            |
| Жінки: 1500 метрів     | Івонн ван Генніп · Нідерланди | Карін Каніа · НДР          | Андреа Еріг · НДР           |
| Жінки: 3000 метрів     | Івонн ван Генніп · Нідерланди | Андреа Еріг · НДР          | Габі Цанге · НДР            |
| Жінки: 5000 метрів     | Івонн ван Генніп · Нідерланди | Андреа Еріг · НДР          | Габі Цанге · НДР            |

## Лижне двоборство
| Дисципліна                    | Золото                                                      | Срібло                                                     | Бронза                                                             |
| Чоловіки: індивідуальна гонка | Іполіт Кемпф · Швейцарія                                    | Клаус Зульценбахер · Австрія                               | Аллар Левандою · СРСР                                              |
| Чоловіки: ефстафета           | Західна Німеччина: - Ганс Пол - Губерт Шварц - Томас Мюллер | Швейцарія: - Андреас Шаад - Іполіт Кемпф - Фреді Гланцмана | Австрія: - Гюнтер Кзар - Ганс Йорг Аушенвальд - Клаус Зульценбахер |

## Лижні гонки
| Дисципліна                   | Золото                                                                        | Срібло                                                                                 | Бронза                                                                                    |
| Чоловіки: гонка на 15 км     | Михайло Девятьяров · СРСР                                                     | Пол Міккельсплас · Норвегія                                                            | Володимир Смірнов · СРСР                                                                  |
| Чоловіки: гонка на 30 км     | Олексій Прокуроров · СРСР                                                     | Володимир Смирнов · СРСР                                                               | Вегард Ульванг · Норвегія                                                                 |
| Чоловіки: гонка на 50 км     | Гунде Сван · Швеція                                                           | Мауріліо Де Зольт · Італія                                                             | Анді Грюненфельдер · Швейцарія                                                            |
| Чоловіки: естафета 4 × 10 км | Швеція: - Ян Оттоссон - Томас Вассберг - Гунде Сван - Торгні Могрен           | СРСР: - Володимир Смірнов - Володимир Сахнов - Михайло Девятьяров - Олексій Прокуроров | Чехословаччина: - Радім Нич - Вацлав Корунка - Павел Бенц - Ладіслав Шванда               |
| Жінки: гонка на 5 км         | Марйо Матікайнен · Фінляндія                                                  | Тамара Тихонова · СРСР                                                                 | Віда Венцене · СРСР                                                                       |
| Жінки: гонка на 15 км        | Віда Венцене · СРСР                                                           | Раїса Сметаніна · СРСР                                                                 | Марію Матікайнен · Фінляндія                                                              |
| Жінки: гонка на 20 км        | Тамара Тихонова · СРСР                                                        | Анфіса Рєзцова · СРСР                                                                  | Раїса Сметаніна · СРСР                                                                    |
| Жінки: естафета 4 × 5 км     | СРСР: - Світлана Нагейкіна - Ніна Гаврилюк - Тамара Тихонова - Анфіса Рєзцова | Норвегія: - Труде Дюбендаль - Маріт Вольд - Анне Ярен - Маріанне Дальмо                | Фінляндія: - Піркко Мяяття - Мар'я-Лійса Кірвесніємі - Марйо Матікайнен - Яана Саволайнен |

## Стрибки з трампліна
| Дисципліна                    | Золото                                                                         | Срібло                                                                   | Бронза                                                              |
| Чоловіки: нормальний трамплін | Матті Нюкянен · Фінляндія                                                      | Павел Плоц · Чехословаччина                                              | Іржі Малець · Чехословаччина                                        |
| Чоловіки: великий трамплін    | Матті Нюкянен · Фінляндія                                                      | Ерік Йонсон · Норвегія                                                   | Матьяж Дебелак · Югославія                                          |
| Чоловіки: командна першість   | Фінляндія: - Арі-Пекка Ніккола - Матті Нюкянен - Туомо Юліпулі - Ярі Пуйкконен | Югославія: - Примож Улагая - Матьяж Зупан - Матьяж Дебелак - Міран Тепеш | Норвегія: - Оле Ейдгаммер - Йон Керум - Оле Фід'єстол - Ерік Йонсон |

## Санний спорт
| Дисципліна        | Золото                          | Срібло                           | Бронза                                                 |
| Чоловіки: одинаки | Єнс Мюллер · НДР                | Георг Гакль · Західна Німеччина  | Юрій Харченко · СРСР                                   |
| Чоловіки: двійки  | НДР: - Йорг Гофман - Йоген Піцш | НДР: - Штефан Краус - Ян Берендт | Західна Німеччина: - Томас Шваб - Вольфганг Штаудінгер |
| Жінки: одинаки    | Штеффі Вальтер · НДР            | Уте Обергофнер · НДР             | Церстін Шмідт · НДР                                    |

## Фігурне катання
| Дисципліна                 | Золото                                                    | Срібло                                      | Бронза                                  |
| Чоловіки: одиночне катання | Браян Бойтано · США                                       | Браян Орсер · Канада                        | Віктор Петренко · СРСР                  |
| Жінки: одиночне катання    | Катаріна Вітт · НДР                                       | Елізабет Менлі · Канада                     | Дебра Томас · США                       |
| Парне катання              | СРСР: - Гордєєва Катерина Олександрівна - Сергій Гриньків | СРСР: - Олена Валова - Олег Васильєв        | США: - Джил Вотсон - Пітер Оппегард     |
| Танці на льоду             | СРСР: - Наталія Бестємьянова - Андрій Букін               | СРСР: - Марина Климова - Сергій Пономаренко | Канада: - Трейсі Вілсон - Роберт Маккол |

## Хокей
| Дисципліна | Золото | Срібло | Бронза |
| чоловіки   | СРСР: - Сергій Мильников - Віталій Самойлов - Євген Бєлошейкін - В'ячеслав Фетісов - Олексій Касатонов - Ілля Бякін - Олексій Гусаров - Ігор Стельнов - Сергій Старіков - Ігор Кравчук - Володимир Крутов - Ігор Ларіонов - Сергій Макаров - Валерій Каменський - Андрій Хомутов - Анатолій Семенов - Олександр Могильний - Сергій Свєтлов - В'ячеслав Биков - Сергій Яшин - Олександр Черних - Андрій Ломакін - Олександр Кожевников | Фінляндія: - Ярмо Мюллюс - Юкка Таммі - Сакарі Ліндфорс - Рейо Руотсалайнен - Карі Елоранта - Теппо Нуммінен - Тімо Блумквіст - Арто Руотанен - Сімо Саарінен - Юркі Лумме - Юкка Віртанен - Ерккі Легтонен - Раймо Гельмінен - Тімо Сусі - Ійро Ярві - Ерккі Лайне - Рейо Мікколайнен - Карі Лайтінен - Янне Оянен - Пекка Туомісто - Еса Кескінен - Ярі Торккі - Кай Суйкканен | Швеція: - Петер Ліндмарк - Петер Ослін - Андерс Бергман - Андерс Ельдебрінк - Петер Андерссон - Ларс Карлссон - Ларс Іварссон - Матс Чільстрем - Томас Ерікссон - Томмі Самуельсон - Бу Берглунд - Гокан Седергрен - Ларс-Гуннар Петтерссон - Мікаель Юганссон - Мікаель Андерссон - Ульф Сандстрем - Єнс Елінг - Юнас Бергквіст - Томас Рундквіст - Мікаель Єльм - Ларс Мулін - Том Еклунд - Петер Ерікссон |